# داميان سبنسر
داميان سبنسر (بالإنجليزية: Damian Spencer)‏ (19 سبتمبر 1981 بأسكوت في المملكة المتحدة - ) هو لاعب كرة قدم بريطاني في مركز الهجوم. لعب مع إيستبورن بوروه وغريمسبي تاون ونادي إكزتر سيتي ونادي بريستول سيتي ونادي برينتفورد ونادي كيترينغ تاون ونادي كيدرمينستر هاريرز لكرة القدم ونادي أثرستون تاون ونادي ألدرشوت تاون ونادي تشيلتنهام تاون لكرة القدم وWindsor & Eton F.C. (1892) ‏ وWindsor F.C. (2011) ‏.

## وصلات خارجية
- داميان سبنسر على موقع قاعدة بيانات كرة القدم.إي يو (الإنجليزية)
- داميان سبنسر على موقع Soccerbase.com (لاعب) (الإنجليزية)